# Arquidiocese de Westminster
A Arquidiocese de Westminster (Archidiœcesis Vestmonasteriensis) é uma Circunscrição eclesiástica da Igreja Católica na Inglaterra. A sede da arquidiocese é a Catedral de Westminster, em Londres.
A arquidiocese ocupa todo o condado de Hertfordshire e toda a Grande Londres ao norte do Rio Tâmisa e à oeste do Rio Lea, mais uma pequena parte do condado de Surrey, ao norte do rio Tâmisa.

## Prelados
|                     | Nome                                       | Período    | Notas                               |
| Arcebispos          | Arcebispos                                 | Arcebispos | Arcebispos                          |
| ------------------- | ------------------------------------------ | ---------- | ----------------------------------- |
| 11º                 | Vincent Gerard Cardeal Nichols             | 2009-      | Atual                               |
| 10º                 | Cormac Cardeal Murphy-O'Connor †           | 2000-2009  |                                     |
| 9º                  | George Cardeal Basil Hume, O.S.B. †        | 1976-1999  |                                     |
| 8º                  | John Cardeal Carmel Heenan †               | 1963-1975  |                                     |
| 7º                  | William Cardeal Godfrey †                  | 1956-1963  |                                     |
| 6º                  | Bernard William Cardeal Griffin †          | 1943-1956  |                                     |
| 5º                  | Arthur Cardeal Hinsley †                   | 1935-1943  |                                     |
| 4º                  | Francis Alphonsus Cardeal Bourne †         | 1903-1935  |                                     |
| 3º                  | Herbert Alfred Henry Cardeal Vaughan †     | 1892-1903  |                                     |
| 2º                  | Henry Edward Cardeal Manning †             | 1865-1892  |                                     |
| 1º                  | Nicholas Patrick Stephen Cardeal Wiseman † | 1849-1865  |                                     |
| Arcebispo-coadjutor |                                            |            |                                     |
|                     | Edward Myers                               | 1951-1956  |                                     |
|                     | George Errington                           | 1855-1860  |                                     |
| Bispos-auxiliares   |                                            |            |                                     |
|                     | Paul James Curry                           | 2024-      | Atual                               |
|                     | Paul McAleenan                             | 2015-atual |                                     |
|                     | John Wilson                                | 2015-2019  | Nomeado Arcebispo de Southwark      |
|                     | Nicholas Gilbert Erskine Hudson            | 2014-atual |                                     |
|                     | John Francis Sherrington                   | 2011-2025  | Nomeado Arcebispo de Liverpool      |
|                     | John Stanley Kenneth Arnold                | 2005-2014  | Nomeado Bispo de Salford            |
|                     | Alan Stephen Hopes                         | 2003-2013  | Nomeado Bispo de East Anglia        |
|                     | Bernard Longley                            | 2003-2009  | Nomeado Arcebispo de Birmingham     |
|                     | Arthur Roche                               | 2001-2002  | Nomeado Bispo-coadjutor de Leeds    |
|                     | George Stack                               | 2001-2011  | Nomeado Arcebispo de Cardiff        |
|                     | Patrick O'Donoghue                         | 1993-2001  | Nomeado Bispo de Lancaster          |
|                     | Vincent Gerard Nichols                     | 1991-2000  | Nomeado Arcebispo de Birmingham     |
|                     | John Patrick Crowley                       | 1986-1992  | Nomeado Bispo de Middlesbrough      |
|                     | James Joseph O'Brien                       | 1977-2005  |                                     |
|                     | Philip James Benedict Harvey               | 1977-1990  |                                     |
|                     | David Every Konstant                       | 1977-1985  | Nomeado Bispo de Leeds              |
|                     | Gerald Thomas Mahon, MHM                   | 1970-1992  |                                     |
|                     | Victor Guazzelli                           | 1970-1996  |                                     |
|                     | Christopher Butler, O.S.B.                 | 1966-1986  |                                     |
|                     | Patrick Joseph Casey                       | 1965-1969  | Nomeado Bispo de Brentwood          |
|                     | David John Cashman                         | 1958-1965  | Nomeado Bispo de Arundel e Brighton |
|                     | George Laurence Craven                     | 1947-1967  |                                     |
|                     | David James Mathew                         | 1938-1946  |                                     |
|                     | Edward Myers                               | 1932-1951  | Elevado a Arcebispo-coadjutor       |
|                     | Emmanuel John Bidwell                      | 1917-1930  |                                     |
|                     | Joseph Butt                                | 1911-1938  |                                     |
|                     | William Anthony Johnson                    | 1906-1909  |                                     |
|                     | Patrick Fenton                             | 1904-1918  |                                     |
|                     | Algernon Charles Stanley                   | 1903-1928  |                                     |
|                     | Robert Brindle                             | 1899-1901  | Nomeado Bispo de Nottingham         |
|                     | James Laird Patterson                      | 1880-1902  |                                     |
|                     | William Weathers                           | 1872-1895  |                                     |